# Philippe Stern
Philippe Stern, né le 12 avril 1895 à Paris et mort le 4 avril 1979 à Paris est un historien de l'art et conservateur de musée français, qui dirigea le musée Guimet et enseigna à l'école du Louvre.
Il est connu pour ses travaux sur l'art khmer et du champā, les deux grandes civilisations antiques de l'Asie du Sud-Est. Il réalisa avec d'autres historiens notamment Jean Boisselier qui fut son élève, de grandes avancées en matière de connaissance de l'art cham. Mais son domaine de prédilection resta cependant l'art khmer, dès ses premiers travaux de recherche avec sa thèse sur l'étude du Bayon, bâtiment central d'Angkor, dans laquelle il formalisa une méthodologie de datation et d'identification très précise.
En tant que conservateur du musée Guimet, il contribua de manière décisive à le faire rayonner internationalement en tant que musée de l'art asiatique de référence.
Il fut l'époux de la photographe Thérèse Le Prat à l’œuvre éditoriale de laquelle il collabora.

## Biographie
Philippe Stern naît le 12 avril 1895. Il suit l'enseignement de l'historien français Émile Mâle, ce qui l'amène à s'intéresser à l'art oriental.
Il épouse en 1944 la photographe Thérèse Le Prat dont il publie le dernier manuscrit après le décès de celle-ci en 1966.

### Thèse sur le Bayon d'Angkor
En 1927, il publie une thèse à l'École pratique des hautes études sur le Bayon, monument central d'Angkor, qui modifia sensiblement l'approche historique sur l'art khmer. En effet, alors qu'il était communément admis que le Bayon datait du IXe siècle, il mit en évidence qu'il datait en réalité du XIe siècle, à l'aide d'une étude minutieuse et comparative des sculptures et surtout des motifs décoratifs ainsi que des détails de ces sculptures.

### Professeur École du Louvre
Philippe Stern enseigna pendant une trentaine d'années à l'École du Louvre. Il avait des qualités pédagogiques remarquables et eut à cœur de réunir autour de lui des étudiants et de jeunes chercheurs pour les encourager et diriger leurs travaux.

### Conservateur du Musée Guimet
Ensuite, Philippe Stern travaille au musée Guimet de 1929 à 1965. À partir des années 1930, il monte une bibliothèque de musiques de l'Asie et de l'Afrique.
À partir des années trente, grâce à ses prédécesseurs Joseph Hackin directeur du musée de 1938 à 1941, et René Grousset, directeur de 1941 à 1953, le musée indochinois du Trocadéro fondé par Émile Guimet est transformé en un musée sur l'art asiatique. Il suivit sa méthodologie de classification des œuvres exposées en les mettant en valeur grâce à une présentation claire et harmonieuse.
René Grousset intégrera des œuvres khmères au Musée.
Le musée devint avec tous ses attributs que ce soit sa bibliothèque, ses archives photographiques, ses publications de recherches, de conférences, l'enseignement donné par ses conservateurs, un institut d'Asie de premier plan.

Philippe Stern a considérablement amélioré, sinon créé, une méthode qu'il appelait « méthode d'évolution des motifs » et qui proposait « de faire surgir l'évolution d'un art, d'un style ou d'un thème par la confrontation synchronique du développement d'un assez grand nombre de motifs décoratifs spécialement choisis dans ce but ».
Le musée constitue un des tout premiers musées d’arts de l’Asie au monde, sous la direction jusqu’en 1953 de René Grousset qui a succédé à Joseph Hackin, mort en 1941 en compagnie de son épouse au service de la France libre. 

Philippe Stern prend la succession de René Grousset à la direction du musée de 1954 à 1965, et continue à en développer les activités savantes, à la bibliothèque et surtout aux archives photos.
Jeannine Auboyer lui succède en 1965, en veillant à l’enrichissement des collections dans le domaine de l’Inde classique.
Par la suite, il demeure conservateur en chef honoraire des Musées de France.

### Mission d'archéologie en Indochine
En 1936, Philippe Stern dirige une mission archéologique en Asie et en Indochine pour y recueillir des œuvres d'art khmer, ce fut son unique mission sur le terrain. Son travail a été principalement réalisé à partir de photographies, ce qui selon Jean-François Hubert « démontre un talent remarquable ».Philippe Stern a répertorié de nombreux temples et les a fouillés, puis a collecté tous les objets qu’il y a trouvés. Les relevés de Philippe Stern sont réutilisés quelques années plus tard par d’autres archéologues, tels que Jean-Baptiste Chevance, afin d’approfondir les recherches en Indochine.
Philippe Stern a participé avec des historiens tels Jean Boisselier qui fut son élève et Jean-François Hubert à la codification des temples chams, ainsi qu'à la définition des styles cham. Ils ont pu révéler l'art du Champā et ainsi valorisé les sites de :
- Temple de Mỹ Sơn près de Da Nang, appelée Indrapura au temps des Cham et bien plus tardivement Tourane au temps des Français[8];
- Temple de Po Nagar près de Nha Trang ou Kauthara au temps des Cham ;
- Temple de Po Klong Garai près de Phan Rang ou Panduranga au temps des Cham

Cette classification des styles historiques dans l'analyse de l'art du Champā établie par Philippe Stern est analysée dans L'Art du Champa en Annam et ses Évolutions publié en 1942 et par Jean Boisselier dans Statuaire du Champā paru en 1963.
Pour résumer leurs conclusions, l'historien d'art Jean-François Hubert a identifié au moins les styles suivants : 
- Mỹ Sơn E1 (VIIe au VIIIe siècle)
- Dong Duong (IXe au Xe siècle)
- Mỹ Sơn A1 (Xe siècle)
- Khuong My (Première moitié du Xe siècle)
- Trà Kiệu (Seconde moitié du Xe siècle))
- Chanh Lo (Fin du Xe siècle au milieu du XIe siècle)
- Thap Mam (XIe au XIVe siècle)

### Guerre du Vietnam
Les bombardements pendant la guerre du Vietnam commençaient à endommager gravement les sites historiques de la région. Après une attaque destructrice menée intentionnellement par un hélicoptère sur le groupe A considéré comme le plus important du sanctuaire de Mỹ Sơn, Philippe Stern a écrit une lettre de protestation au président Nixon, afin qu'il épargne les monuments cham en raison de leur grande valeur patrimoniale pour l'humanité tout entière.

### Échanges internationaux
De fréquents et fructueux échanges ont été établis entre le musée Guimet et le musée de la sculpture cham de Da Nang.

### Écrivain
Philippe Stern évoque dans ses livres le fait que les arts naissent, se développent, traversent des crises, se renouvellent, vieillissent et meurent. La vie des arts est beaucoup plus complexe qu'on pourrait le supposer - archaïsme, classicisme, baroque, décadence - mais se révèle à qui en étudie minutieusement l'évolution. Philippe Stern s'efforce d'exposer sa méthode dans ses textes. Cette méthode, qui a permis en particulier de retracer l'histoire des arts khmer et cham, a été utilisée et perfectionnée, sinon découverte, par Stern et l'équipe qu'il a dirigée au musée Guimet.
Dans son livre sur la biologie des arts écrit avec Jean Naudou, Claudine Picron, Stern étudie ce phénomène et l'illustre d'exemples empruntés aux arts de l'Inde et de l'Asie du Sud-Est (travaux de Philippe Stern sur les colonnes d'Ajanta et d'Ellora, sur le Bayon d'Angkor, sur l'art cham).
Deux articles en montrent ensuite l'application : Claudine Picron établit une chronologie détaillée et sûre des stèles de Pala-Sena et Philippe Stern montre tout ce que peut révéler un motif aussi limité que la colonnette khmère.
Philippe Stern meurt le 4 avril 1979 à Paris.

## Publications
- Philippe Stern Le Bayon d'Angkor et l'évolution de l'art khmer, Paul Geuthner, 1927
- Philippe Stern et P. Masson-Oursel et H. de William-Grabowska) L'Inde antique et la civilisation indienne, Albin Michel Éditeur, Paris, 1933
- Philippe Stern L'art du Champa (ancien Annam) et son évolution, Toulouse, 1942
- Philippe Stern et Mireille Benisti, Évolution du style indien d'Amarâvatî, PUF, 1961
- Philippe Stern Les Monuments khmers du style du Bayon et Jayavarman, PUF, 1965
- Philippe Stern Colonnes indiennes d'Ajanta et d'Ellora, PUF, 1972
- Nick Ray, Peter Dragicevich Vietnam Regis St. Louis
- Philippe Stern, Jean Naudou, Claudine Picron  Au service d'une biologie de l'art Tomes I et II Recherches sur les arts de l'Inde et de l'Asie du Sud-Est - Esthétique et sciences des arts - Presses Universitaires du Septentrion -  (ISBN 2859390812 et 9782859390815)
- Camille Paris, “Les ruines tjames de la province de Quang-nam (Tourane)”, L’Anthropologie, 3 (1892), 137-144.
- Henri Parmentier, “Nouvelles découvertes archéologiques en Annam”, BEFEO, 2 (1902), 280-282.
- Henri Parmentier, “Les monuments du cirque de Mĩ-sơn”, BEFEO, 4 (1904), 805-896.
- Louis Finot (orientaliste), Notes d'Epigraphie: XI. Les inscriptions de My-Son, BEFEO 4:1 (1904), 897-977
- George Cœdès Pour mieux comprendre Angkor, 1943
- Emmanuel Guillon, Hindou-Bouddhiste Art du Vietnam: Trésors du Champa 1997.
- Ngô Vǎn Doanh, My Son Relics. Hanoi: The Gioi Publishers, 2005.
- Jean-François Hubert, l'Art du Champa, 2005 - Parkstone Press International